# Amy Chow

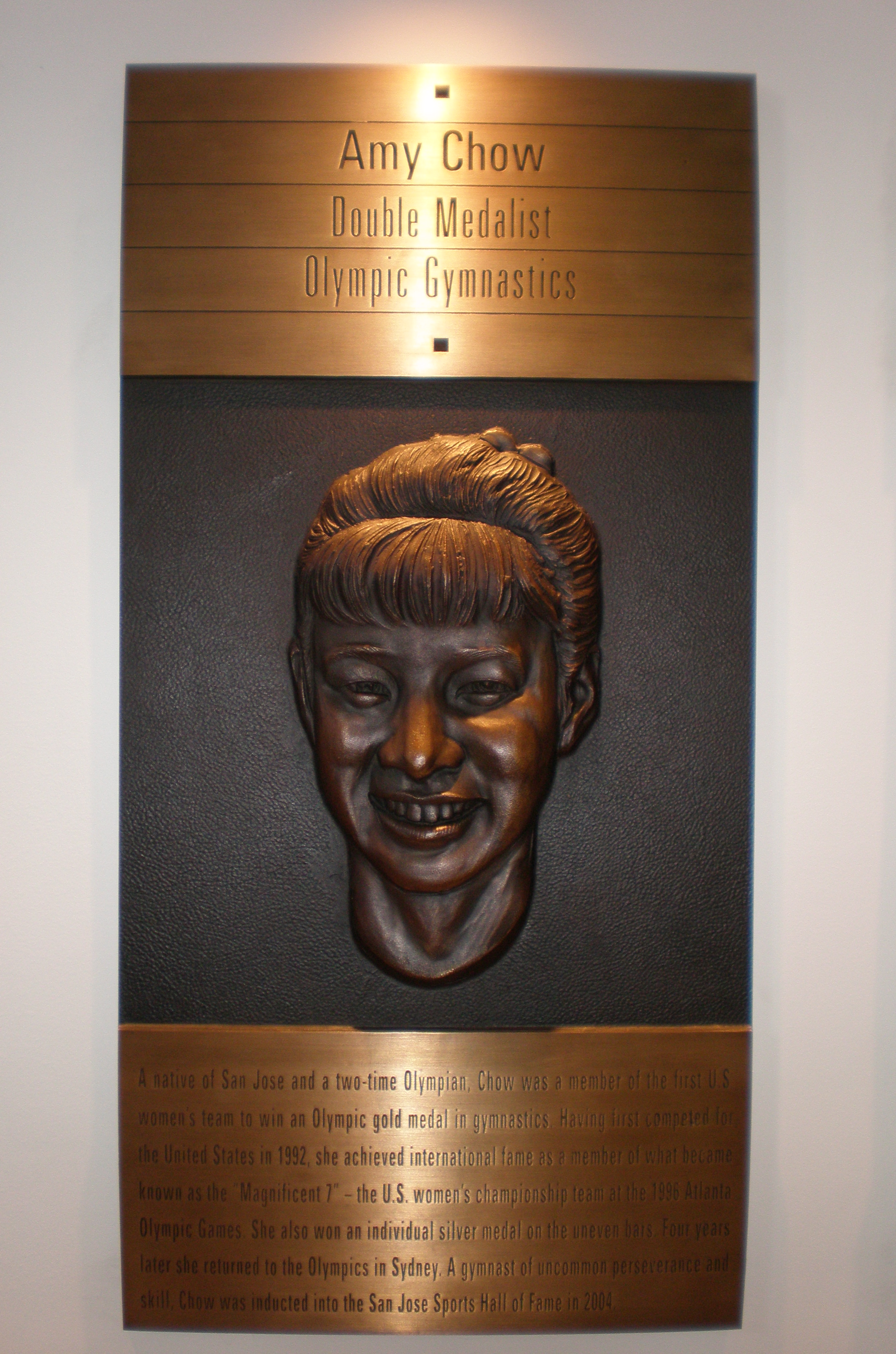
Placa commemorativa de Chow al Saló de la Fama d'esports de San José

Amy Yuen Yee Chow (en xinès: 周婉儀; en pinyin: Zhōu Wǎnyí) 15 de maig del 1978 a San José (Califòrnia) va ser una gimnasta dels Estats Units membre de l'equip femení guanyador de la medalla d'or als Jocs Olímpics celebrats a Atlanta el 1996. Les altres membres d'aquest equip van ser Jaycie Phelps, Dominique Dawes, Shannon Miller, Kerri Strug, Amanda Borden i Dominique Moceanu.
Chow va iniciar el seu entrenament en gimnàstica l'any 1981, i començar a competir nacional e internacionalment el 1990. És principalment coneguda per la seva actuació als jocs olímpics d'Atlanta, on va obtindre la medalla de plata en barres asimètriques i la medalla d'or per equips. També va competir en els jocs olímpics de Sydney, obtenint la quarta posició per equips.
El 28 d'abril de 2010, Amy i les altres integrants de l'equip femení nord-americà de gimnasia artistica, que havien participat en els jocs olímpics del 2000, van obtenir la medalla de bronze per equips quan es va descobrir que les guanyadores originals, l'equip xinès, havia falsificat l'edat de Dong Fangxiao. Com a resultat de la falsificació, es van anul·lar els resultats de Dong, i el COI va desposseir l'equip xinès de la medalla. Originalment, el 27 de febrer de 2010, la Federació Internacional de Gimnàstica va recomanar al COI, que atorgues la medalla de bronze a l'equip dels Estats Units després de desqualificar l'equip xinès per violar l'edat minima de Dong, la qual havien declarat tres anys i tres dies més gran del que realment era. Aquest violació va ser descoberta l'any 2008 quan Dong era jutgesa de la competició de salt. No obstant això, individualment Chow es va classificar per totes les rondes finals, sent la segona millor nord-americana, i finalitzant en la catorzena posició absoluta.
Hi ha dos moviments gimnastics que li deu el seu nom, el "Chow/Khorkina" i el "Chow II". Va rebre el sobrenom de "la Trapecista" per l'extrema dificultat dels seus moviments en tots els aparells i per la seva habilitat per executar-los amb aparent senzillesa. Va ser la primera dona americana en dur a terme, en competició internacional, la doble torsió Yurchenko i la sortida amagada doble-doble en barres asimètriques. Chow també va realitzar una de les rutines més difícils mai realitzades en la barra d'equilibris. Es componia d'un peu de carpa complet, flic-flac, exposició, flic-flac, una sèrie d'exposició, un gir complet cap avall, una volta, flic-flac, i una sortida amb triple mortal complet.
A més de la seva carrera gimnàstica, Chow també és pianista. El 1994, va rebre un certificat de nivell avançat de mèrit en piano. El 2007 es va graduar de l'escola de medicina de la Universitat Stanford, havent obtingut una llicenciatura en biologia el 2002. L'agost de 2008, va ser resident de pediatria de l'Hospital infantil Lucile Packard de Stanford. És llicenciada en medicina i cirurgia.
Chow ha estat saltadora de perxa, i ha competit com a atleta independent en aquesta disciplina. Donat que havia rebut diners després dels jocs olímpics de 1996, no podia ser escollida per ser atleta colegiada.
Va ser introduïda al Saló de la Fama de la gimnàstica dels Estats Units dues vegades, el 1998 en la seva qualitat de membre de l'equip d'olímpic de gimnàstica l'any 1996, i novament el 2005 per la seva capacitat individual. El 2004, va ser introduïda en el Saló de la Fama d'esports de San José.